# Campeonato Paulista de Futebol Feminino de 2021
O Campeonato Paulista Feminino de 2021 foi a 29.ª edição deste campeonato de futebol feminino organizado pela Federação Paulista de Futebol (FPF). A competição foi disputada por doze equipes entre os dias 10 de agosto e 5 de dezembro. O clássico Majestoso, por sua vez, protagonizou a decisão.

## Formato e participantes
O Campeonato Paulista Feminino de 2021 foi disputado por doze agremiações em três fases distintas: na primeira, os participantes se enfrentaram em turno único. Após onze rodadas, os quatro primeiros se qualificaram para as semifinais, disputadas entre o clube melhor colocado na primeira fase e o quarto melhor e entre o segundo e o terceiro. Os vencedores avançaram para a final. Esta terceira e última fase foi disputada também em duas partidas, com o mando de campo da última partida para o clube com melhor campanha. As doze agremiações que participaram desta edição foram:
| Equipe              | Cidade                | Estádio                 | Títulos                     | Ref.  |
| ------------------- | --------------------- | ----------------------- | --------------------------- | ----- |
| Corinthians         | São Paulo             | Alfredo Schürig         | 2 (2019 e 2020)             | [ 4 ] |
| Ferroviária         | Araraquara            | Adhemar de Barros       | 4 (2002, 2004, 2005 e 2013) | [ 4 ] |
| Nacional-SP         | São Paulo             | Nicolau Alayon          | —                           | [ 4 ] |
| Palmeiras           | São Paulo             | Allianz Parque          | 1 (2001)                    | [ 4 ] |
| Pinda               | Pindamonhangaba       | Antonio Pinheiro Junior | —                           | [ 4 ] |
| Portuguesa          | São Paulo             | Canindé                 | 2 (1998 e 2000)             | [ 4 ] |
| Realidade Jovem     | São José do Rio Preto | Benedito Teixeira       | —                           | [ 4 ] |
| Red Bull Bragantino | Bragança Paulista     | CFA Red Bull Bragantino | —                           | [ 4 ] |
| Santos              | Santos                | Urbano Caldeira         | 4 (2007, 2010, 2011 e 2018) | [ 4 ] |
| São José-SP         | São José dos Campos   | Martins Pereira         | 3 (2012, 2014 e 2015)       | [ 4 ] |
| São Paulo           | São Paulo             | Marcelo Portugal Gouvêa | 2 (1997 e 1999)             | [ 4 ] |
| AD Taubaté          | Taubaté               | Joaquim de Morais Filho | —                           | [ 4 ] |

## Resultados

### Primeira fase
O Corinthians somou 31 pontos e terminou a fase como detentor da melhor campanha. Com esse resultado, o clube qualificou-se para enfrentar a Ferroviária, que terminou em quarto lugar, com 24 pontos. No outro embate da semifinal, o São Paulo, que ocupou a segunda colocação enfrentou o terceiro colocado, o Santos. O campeonato ainda qualificou Palmeiras, Red Bull Bragantino, São José e Taubaté para a Copa Paulista, uma competição de segundo escalão.

### Fases finais
O primeiro jogo da semifinal foi realizado no estádio Adhemar de Barros em 16 de outubro, quando o Corinthians triunfou pelo placar mínimo na condição de visitante. O clube paulistano garantiu-se na decisão após golear o adversário no segundo jogo. O outro confronto da fase foi disputado integralmente na Arena Barueri. Na primeira partida, disputada em 17 de outubro, o São Paulo venceu o Santos pelo placar mínimo. O clube eliminou o rival e aumentou o placar agregado após uma goleada pelo placar de 4–0.
|  | Semifinal   | Semifinal   | Semifinal | Semifinal |   |           | Final | Final | Final | Final |
|  |             |             |           |           |   |           |       |       |       |       |
|  | Santos      | 0           | 0         | 0         |   |           |       |       |       |       |
|  | São Paulo   | 1           | 4         | 5         |   |           |       |       |       |       |
|  | São Paulo   | 1           | 4         | 5         |   | São Paulo | 1     | 1     | 2     |       |
|  |             |             |           |           |   | São Paulo | 1     | 1     | 2     |       |
|  |             | Corinthians | 0         | 3         | 3 |           |       |       |       |       |
|  | Ferroviária | Corinthians | 0         | 3         | 3 | 0         | 1     | 1     |       |       |
|  | Ferroviária |             |           |           |   | 0         | 1     | 1     |       |       |
|  | Corinthians | 1           | 4         | 5         |   |           |       |       |       |       |

## Premiação
| Campeão do Campeonato Paulista de Futebol Feminino de 2021 |
| ---------------------------------------------------------- |
| Corinthians Campeão (3° título)                            |